# 好雨时节
《好雨时节》（韓語：호우시절）也称成都我爱你（上），是2009年一部中韩合拍的爱情片，由韩国导演许秦豪执导，韩国演员郑雨盛和中国演员高圆圆主演。本片于2009年10月在韩国和日本上映后，取得了票房和口碑的双丰收。

## 劇情綱要
2009年的成都之春，杜甫草堂，花瓣如雨，幽深靜謐。導遊MAY偶遇了在美國一起讀書的同學東河。兩人顯得既驚喜、又心存芥蒂。相約隨後見面。成都的茶館、小吃店留下他們敘舊的身影。
蹊蹺的卻是，羞澀的東河認定開朗的MAY曾經是自己的女朋友。 MAY卻否認這一點，讓東河證明給自己看。東河向在美國讀書時的大學同學緊急要大學時兩人的照片，聯繫當年的同窗為他作證——卻都陰差陽錯的得不到當下的見證。 MAY為何這樣。她忘記了那些美好的過去，還是有意迴避什麼。東河提示她種種過去在一起的細節，都被MAY做了修正。東河教會過MAY騎自行車，並買了一輛送給她，MAY卻認為自己有自行車恐懼症，只是不太了解東河為何送了意義不大的禮物，於是自己就賣掉了——兩人記憶裡的大學時光卻好像是兩個版本的故事。東河要離開了，最後在雨里和MAY跳了一支舞，她的態度讓他無法熱情率直的表白：自己其實一直惦記著，深愛著她。離開的時候，MAY還是趕來送東河去機場，一場突如其來的車禍，延誤了東河的行程，把兩人送進了醫院。也讓東河揭開了MAY的“失憶”之謎[2] 。

## 演員列表
| 演員   | 角色     |
| 高圓圓 | MAY      |
| 鄭雨盛 | 東河     |
| 金相浩 | 同事     |
| 馬少驊 | 部長     |
| 楊東   | 草堂導遊 |
| 楊洋   | 草堂導遊 |
| 陳露   | 草堂導遊 |
| 郝貞   | 草堂導遊 |
| 楊惠嵐 | 草堂導遊 |
| 彭長江 | 草堂導遊 |
| 陳彥奇 | 吳月丈夫 |
| 葉群   | 跳舞老人 |